# Kiełbasa
La kiełbasa (en polonais : \kʲɛwˈbasa\, en français : \kjɛlbasa\) est un type de saucisse originaire de la Pologne. Le mot signifie « saucisse » en polonais.
Le kabanos, signifiant « saucisson », est une kiełbasa fumée (à gauche sur la photo).
Des versions hongroise (kolbász), slovaque (klobása), ukrainienne (kovbasa) et russe (kolbassa) existent également.